# 中國新城市
中國新城市商業發展有限公司（港交所：1321）是眾安房產旗下的房地產開發公司，主要在長三角地區從事商業項目開發。
2014年6月，中國新城市在香港進行公開招股，招股價介乎2.12元至2.92港元，集資額最多12.7億元。中國新城市引入張松橋全資持有的Bondic International為基礎投資者。

## 外部連結
- 中國新城市（页面存档备份，存于）
- 中國新城市招股章程（页面存档备份，存于）